# Гіларі Ментел
Гіларі Мері Ментел (англ. Hilary Mary Mantel; 6 липня 1952 — 22 вересня 2022) — англійська письменниця, літературна критикиня та есеїстка. Її твори, від особистих спогадів до історичної художньої літератури, отримували численні літературні нагороди. Ментел стала першою авторкою, яка повторно отримала Букерівську премію за сиквел  — у 2009 році вона отримала нагороду за вигадану біографію Томаса Кромвеля під назвою «Вулфголл» (англ. Wolf Hall), а в 2012 році — за роман-продовження «Везіть тіла» (англ. Bring up the bodies).

## Призи та нагороди
- 1987, Shiva Naipaul Memorial Prize
- 1990, Southern Arts Literature Prize (Fludd)
- 1990, Cheltenham Prize (Fludd)
- 1990, Winifred Holtby Memorial Prize (Fludd)
- 1992, Sunday Express Book of the Year (A Place of Greater Safety)
- 1996, Hawthornden Prize (An Experiment in Love)
- 2003, MIND Книжка року (Giving Up the Ghost (A Memoir))
- 2006, Commonwealth Writers Prize (Eurasia Region, Best Book) (shortlist) (Beyond Black)
- 2006, Орден Британської імперії
- 2006, Orange Prize for Fiction (shortlist) (Beyond Black)
- 2009, Букерівська премія (переможець) (Wolf Hall)
- 2010, Orange Price for Fiction (shortlist) (Wolf Hall)
- 2010, Walter Scott Prize (переможець) (Wolf Hall)